# Crénilabre mélops
Symphodus melops
Espèce
Statut de conservation UICN

 LC  : Préoccupation mineure

Crénilabre mélops à Malte

Le crénilabre mélops (Symphodus melops) est une espèce de poissons marins appartenant à la famille des  Labridae. Il est parfois appelé petite vieille ou vracton croissant noir.

## Répartition et habitat
Le crénilabre mélops est présent dans l'Atlantique Est, de la Norvège au Maroc. On peut aussi le trouver en Méditerranée. Il vit exclusivement dans les secteurs rocheux, ou les herbiers, dans la zone côtière entre un et 30 m de profondeur.

## Description
Le crénilabre mélops présente de très nombreuses similitudes avec les autres labridés. Cependant, il est aisément reconnaissable grâce à la présence d'un ocelle noir de part et d'autre du pédoncule caudal au-dessous de la ligne latérale. Il dépasse rarement une vingtaine de centimètres mais certains auteurs indiquent que les plus grands individus atteignent 28 cm.

## Alimentation
Il se nourrit de bryozoaires, de crustacés, de vers et de petits mollusques.

## Reproduction
La reproduction a lieu en été. Pour la ponte, le mâle construit et défend un nid constitué d'algues au milieu des rochers ou dans les crevasses.

## Synonymes
Ce taxon admet plusieurs synonymes :
- Labrus melops (Linnaeus, 1758)
- Crenilabrus melops (Linnaeus, 1758)
- Lutjanus melops (Linnaeus, 1758)